# Alibertia edulis
Alibertia edulis (nome comum: puruí) é uma espécie do gênero Alibertia pertencente  a família Rubiaceae. É uma árvore perene dioica com até 7.5 m de altura. As flores são tubulares em formato de trompete, brancas, com pelos, com 4 ou 5 pétalas. O fruto é amarelo, em formato de ovo, comestível e usado para fazer sucos. Estes, são coletados a partir de árvores selvagens, e raramente é cultivada. Conhecido popularmente por marmeleiro, é típico da América do Sul, sendo encontrado no cerrado.